# Brottspåföljdsmyndigheten
Brottspåföljdsmyndigheten (Rise) (fi. Rikosseuraamuslaitos) är en statlig myndighet i Finland som verkställer fängelsestraff och samhällspåföljder.
Brottspåföljdsmyndigheten bildades 2010 genom sammanslagning av tre tidigare myndigheter, ett av syftena med sammanslagningen var att göra brottspåföljderna mera enhetlig. Myndigheten lyder under justitieministeriet och i uppdraget ingår övervakning av villkorliga fängelsestraff och villkorligt frigivna, övervakningsstraff och att verkställa ungdomsstraff, samhällstjänst och olika former av fängelsestraff. Myndigheten har även hand om häktning.